# Porte de Moravie
La Porte de Moravie (en tchèque Moravská brána) est un seuil de Tchéquie, dans le nord-est de la Moravie. Situé sur la ligne de partage des eaux séparant le bassin hydrographique de l’Oder au nord-est de celui de la Morava (Danube) au sud-ouest, il représente ainsi une partie de la ligne de partage des eaux mer du Nord-mer Méditerranée.

## Géographie
Le seuil sépare la chaîne des Gesenke mineures (monts de l’Oder et Kuhländchen) au nord-ouest, les monts de Hostýnsk au sud, et les Beskides de Silésie (Valachie morave) au sud-est, au nord de la ville de Hranice na Moravě, à une altitude d'environ 310 m. Son point culminant est le mamelon de Kuče, entre les villages d’Olšovec et de Bělotín. La rivière Ludina, qui coule sur le versant ouest, appartient au bassin hydrographique de la Morava, tandis que la Doubrava à l'est se jette dans la Luha et se rattache par conséquent au bassin de l’Oder.
La Porte de Moravie a longtemps formé la frontière naturelle entre Moravie et Silésie (aujourd'hui Silésie morave, avec des frontières administratives modifiées). Le toponyme Hranice signifie d'ailleurs frontière(s) en tchèque.
C'est là que concourent les principales lignes de communication de la région, reliant Prague, Vienne, Brno, Přerov et Ostrava (Varsovie) : la ligne de chemin de fer du Grand corridor II et la Route européenne 462. Le dernier tronçon de l’autoroute D47 a été mise en service à cet endroit en 2009.
Le bief de partage du canal Danube-Oder en projet devrait traverser ce col.

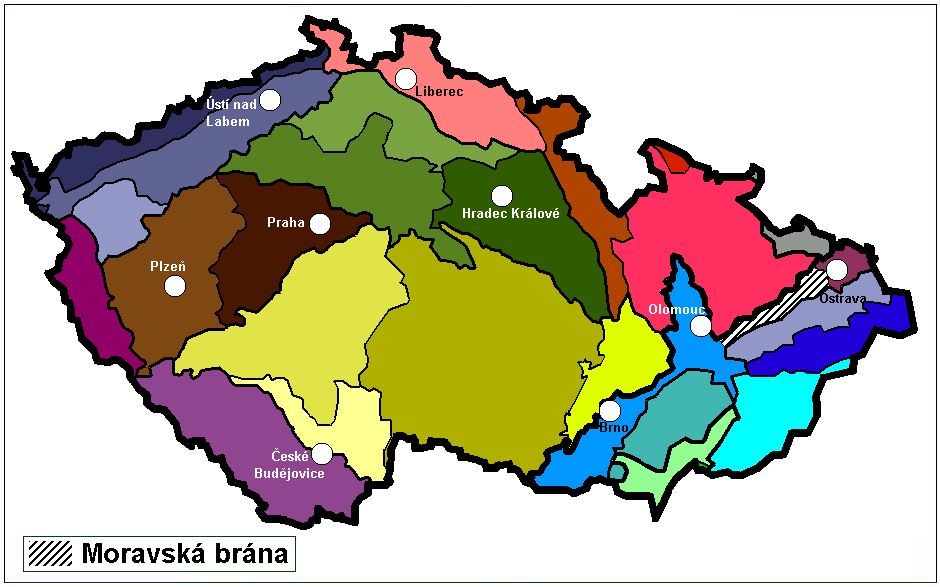
La Porte de Moravie parmi les unités géomorphologiques de la Bohême.

## Référence
- (de) Cet article est partiellement ou en totalité issu de l’article de Wikipédia en allemand intitulé « Mährische Pforte » (voir la liste des auteurs).